# Шатрищегорский Спасо-Преображенский монастырь
Шатрищего́рский Спасо-Преображе́нский монасты́рь — недействующий православный мужской монастырь, существовавший в 1652—1764 годы. Располагался близ села Вязники Лискинского района Воронежской губернии. Наряду с Дивногорским Успенским монастырём, Шатрищегорский монастырь был древнейшим в подонье и пользовался большим почитанием местных жителей. В конце XIX — начале XX века афонскими монахами русского происхождения была предпринята попытка возрождения монастыря, окончившаяся неудачей.
В настоящее время сохранилась только пещера Шатрище, которая, считается, была вырыта монахами монастыря.

## История
По всем вероятиям, монастырь был основан в одно время с Дивногорским в начале XVII в., когда началось движение малороссийских казаков из Днепровья в Донщину. В старых документах он называется Спасским Преображенским монастырем, вероятно, по престолу своего прежнего храма. Очень может быть, что первые основатели его были поражены некоторым сходством Шатра-горы с таким же одиноко поднимающимся среди равнины куполом Евангельской горы Фавора, и посвятили этот родной свой Фавор, как и Фавор Галилеи, памяти Преображения Господня.— Евгений Марков «Поездка в Дивногорье»
В Российском государственном архиве древних актов обнаружилась челобитная попа Милентия Иванова государю Фёдору Алексеевичу (1676—1682), в которой тот сетует на свою горькую судьбу и просит царя разрешить ему постричься в монахи и поселиться в заброшенной церкви близ горы Шатрище, пахать землю, ловить рыбу и молиться во славу самодержца. Фёдор Алексеевич просьбу уважил и Милентий стал первым после разорения разбойниками насельником монастыря.
В 1690 году указом царей Петра и Иоанна монастырь был приписан к архиерейскому дому Воронежского святителя Митрофана Боршевского монастыря: «Да ниже того (Дивногорскаго) монастыря у реки Дона, в горе, что слывет Шатрище, выбита в меловой горе церковь и та церковь тогда была пуста».
Через 6 лет после этого посланный в Азов боярин Шеин, плывёт с певчими дьячками Доном через Коротояк, Дивногорье и Шатрище. В «Записной книге, как пошли певчие дьячки под Азов» сказано: «…того же числа проплыли монастырь Шатрицы, стоит на берегу реки Дона, на правой стороне, области Воронежскаго епископа, приписной, братии в нём 4-ре человека, тут же многая пещеры каменныя из мелу…».
Монастырь также упоминается в «Челобитной святителя Митрофана царю Петру на обиды соседних воевод, Ольшанского и Коротоякского»: «В прошлом 1700 году, в домовой моей вотчине ниже урочища Шатрища и Шатрищегорского боерака, явились на двух дубах насечены вновь воровския грани и выкопана яма. А ныне мне ведомо учинилось, что те две грани велено насечь Коротоякским да Ольшанским воеводы — Ольшанским пушкарям. Милосердый великий государь царь и великий князь Пётр Алексеевич… пожалуй меня, твоего богомольца, вели, государь, допросить: по какому указу они, воеводы, в моей домовой Боршевской вотчине грани порубили и ямы выкопали, и для какову вымыслу…»
В ходе секуляризационной реформы Екатерины II 1764 года Шатрищегорский монастырь был упразднён наряду с многими малыми и бедными обителями.

Деревянная церковь его с колокольнею была продана в слободу Меловатку, а вырученные полтораста рублей обращены на постройку при архиерейском доме в Воронеже тёплого храма. Но вера народа не сообразовалась с предписаниями начальства, и богомольцы, как прежде, продолжали тянуть по проторённым издревле дорожкам к глубокочтимой народом древней святыне. В конце сороковых годов нашего столетия наплыв богомольцев в Шатрищенские пещеры в летнее время был ещё так велик, что не в меру ревностное епархиальное начальство из каких-то трудно понятных опасений сочло необходимым приказать местному благочинному завалить вход в пещеры. Произошла, как и следовало ожидать, та же история, что и в Белогорских пещерах. Ночью народ откопал опять пещеры и ещё усерднее стал молиться в запретном храме: кто пел там священные песнопенья, кто читал божественные книги. Тогда обратились к помощи гражданских властей. Коротоякская полиция явилась на место, чтобы завалить опять пещеры и силою разогнать народ. Но народ, прослышав про такие распоряжения начальства, со своей стороны толпами собрался в пещерах на защиту излюбленной святыни. Когда неразумные исполнители полицейских предписаний с каким-то ожесточением варваров принялись рубить иконы и уничтожать на стенах священные изображения, народная толпа, наполнявшая пещеры, пришла в неописанное негодование. Произошло жестокое побоище, и полиция должна была удалиться с уроном… Народ, можно сказать, грудью отстоял свои древние пещеры и своё право свободно молиться там, куда его влечёт его вера. Шатрище приобрело после этого погрома ещё большую славу в народе и ещё сильнее стало привлекать к себе богомольцев.
— Евгений Марков «Поездка в Дивногорье»

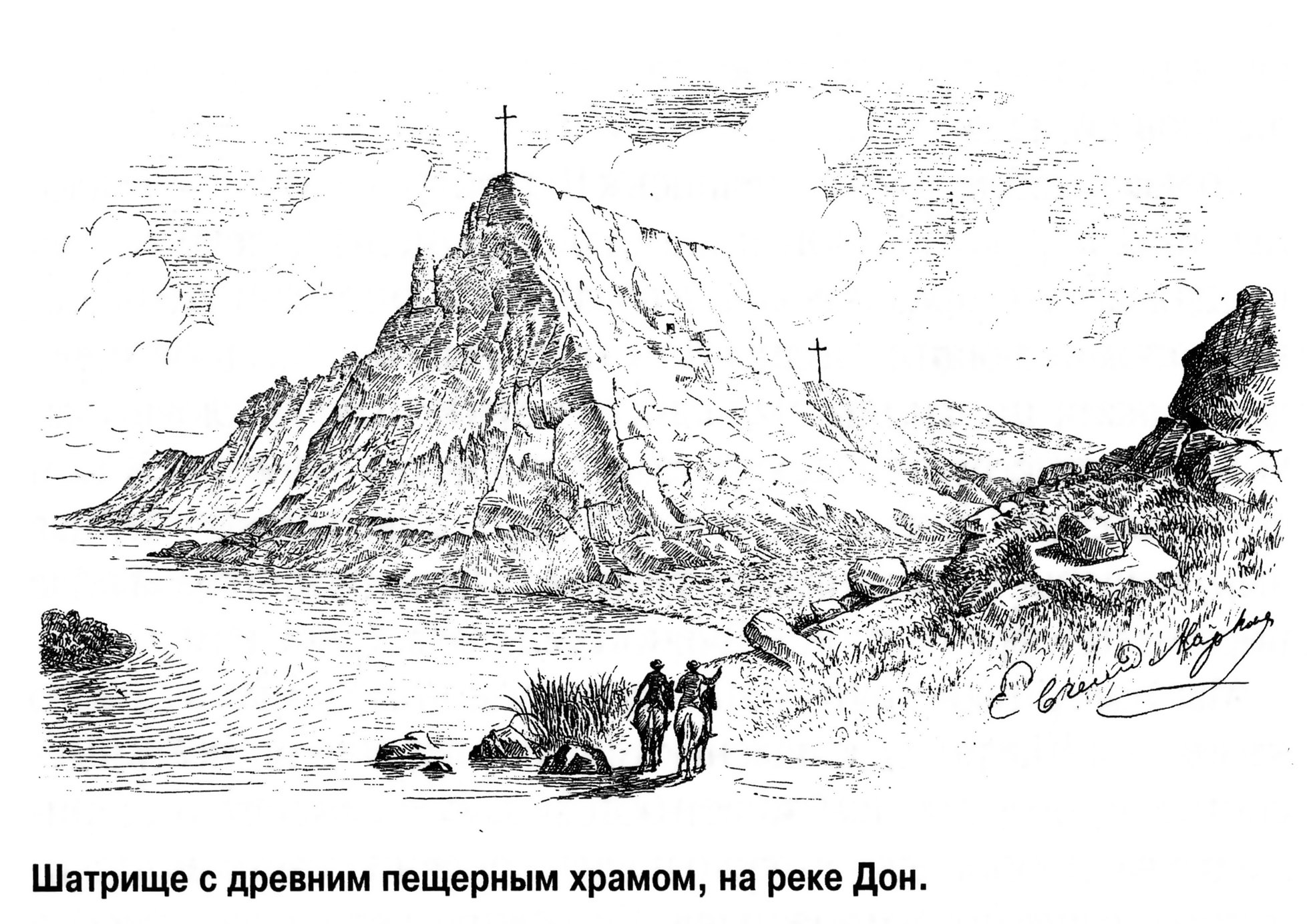
Шатрище с древним пещерным храмом, на реке Дон. Рисунок Евгения Маркова

В 1854 году было дано разрешение возобновить богослужение в пещерном храме. На вершине горы Шатрище был установлен большой деревянный крест.
В конце XIX века священник Автономов так писал об урочище Шатрище: «У окрестных жителей Шатрище… пользуется глубоким уважением, как бы некая святыня, и народ легко склоняется к слушанию разных легенд об этой местности, боятся близко к ней селиться».
В 1889 году афонский монах русского происхождения Диодор (Котляров), уроженец села Орлик Старооскольского уезда Курской губернии, решает возродить монастырь. 8 декабря 1889 года он напишет письмо, в котором говорит о том, что «ему некий юродивый открыл, будто в Шатрище хранятся трое святых мощей, и с восстановлением там монастыря будет… великая обитель, равная Афонской». На сходе в Лисках 11 марта 1890 года сельские жители заслушали прошение, в котором говорилось «о трех мощах, имеющих открыться в Шатрище», и излагалась просьба «уступить это место под монастырь, для открытия которого прибудет братия с Афона для служения по уставу Афонскому». Взамен крестьянам было дано обещание «служить заупокойную литургию по 10 коп.». В результате схода просящие «получили полное согласие общества на уступку земли под монастырь». Как указывает современный исследователь Виталий Стёпкин, кроме крестьян, на земле которых было расположено урочище Шатрище, в Воронежской губернии возрождения монастыря никто не ждал. В глазах местного начальства афонские ходатаи могли восприниматься как потенциальная угроза видимого провинциального благополучия. Официальные российские власти не воспринимали постриг, принятый на Афоне без благословения российской церковной иерархии, как действительный, что делало их в глазах местных чиновников не монахами, а обычными крестьянами. К тому же в конце XIX — начале XX века развитие подвига подземножительства в крестьянской среде Подонья воспринималось правящей элитой как анахронизм Древней Руси. 8 августа 1891 года Воронежская консистория вынесла решение, утвержденное правящим архиереем: «…ходатайство схимонаха Тихона и крестьян Димитрия Котлярова (он же монах Диодор) и Якова Гуляева об открытии Шатрище-Горского монастыря признать не заслуживающим уважения. Но поелику из донесения Благочинного Автономова видно, что в сказанные пещеры бывает по времени значительные притечения Богомольцев и любопытствующих, то для большого порядка и отправления в пещерах молитвословий и богослужений (кроме литургии) Консистория признает благовременным и нужным поручить пещеры в заведование Дивногорского Успенского монастыря (отстающего в 7 верстах) с тем, чтобы при оных находился благоговейный старец из иеромонахов и при нем два послушника, и чтобы поступающие пожертвования записывались в церковно-монастырскую книгу особыми статьями».
После 1917 года монастырь был подвержен разграблению, а саму гору Шатрище стали регулярно подрывать для добычи мела.
Постепенно о пещере забыли. Лишь в 70-х годах XX века её отыскала и обследовала группа воронежских спелеологов, которая составила первый схематичный план и дала краткое описание.

## Современное состояние

План-схема пещеры Шатрище по состоянию на 2009 год (съёмка Алексея Гунько).

Ныне пещера находится в печальном состоянии: утрачен пещерный храм, входы на 2/3 завалены. Ныне протяженность пещеры составляет 280 метров, не сохранилась самая старая часть пещер с храмом, описанная ещё Болховитиновым. Вероятно, она обрушилась от взрыва при добыче мела в советское время.
Стены закопчены и покрыты граффити, галереи замусорены, привходовое помещение используется для ночлега туристами. Шатрищенская пещера — уникальный памятник подземной архитектуры, нуждается в скорейшем восстановлении и охране. Сама пещера в настоящий момент разрушается, своды (особенно в нижней части) носят аварийный характер.

## Настоятели
- Милентий Иванов (уп. 1680-е)
- Игумен Антоний (уп. 1751)[6]